# The Disappearance of the Girl
The Disappearance of the Girl è il secondo album in studio della cantante britannica Phildel, pubblicato il 4 marzo 2013. Si tratta del primo album di Phildel in veste di cantautrice, giacché il precedente Qi, pubblicato nel 2010 e poi in versione rimasterizzata nel 2015, è composto da sole tracce strumentali al pianoforte.

## Promozione
I brani The Wolf, Holes In Your Coffin e Switchblade erano già stati anticipati nel 2009 all'interno dell'EP di sei tracce The Cut-Throat. Nello stesso anno è stato pubblicato l'EP Tales from the Moonsea che, fra le sue sei tracce, annovera anche le prime versioni di Beside You, Storm Song e della stessa Moonsea. Entrambi gli EP sono stati pubblicati per Warner Chappell Music. Successivamente Phildel è passata alla Decca Records.
Il 10 dicembre 2012, per anticipare l'album, è stato pubblicato il singolo Storm Song, per il quale è stato girato un videoclip. Fra il 2013 e il 2014 sono stati pubblicati dei videoclip per tutti i brani dell'album, ad eccezione di Funeral Bell.
Il 21 marzo 2013 Phildel è stata invitata allo show televisivo BBC Breakfast. Il 23 maggio è stata intervistata durante il programma BBC Radio Merseyside's Dave Monks, esibendosi poi con Storm Song e Holes in Your Coffin.
Il 20 luglio Phildel si è esibita durante il Vancouver Folk Music Festival, come parte di un tour nordamericano.

## Tracce
Testi e musiche di Phildel.
1. The Disappearance of the Girl – 4:08
2. Storm Song – 3:50
3. Mistakes – 3:04
4. Moonsea – 4:08
5. Beside You – 3:30
6. Union Stone – 4:17
7. Afraid of the Dark – 3:45
8. The Wolf – 4:30
9. Switchblade – 4:49
10. Holes in Your Coffin – 4:07
11. Dare – 3:53
12. Funeral Bell – 3:09

## Formazione
- Phildel - voce, pianoforte (tracce 9, 10, 11, 12), sintetizzatore (tracce 1, 3, 6, 7, 12), arrangiamento degli archi e del coro
- Marky Bates - programming (tracce 1, 2, 3, 4, 6, 7, 8, 9, 10)
- Sean McGhee - programming (tracce 4, 6, 8, 10)
- Ross Collum - programming (traccia 7)
- Adam Morris - percussioni (tracce 1, 2, 3, 6, 7, 8, 9)
- Adam Falkner - batteria (tracce 1, 3, 4, 6, 7, 9, 10)
- Everton Nelson, Richard George, Rita Manning, Mark Berrow Boguslaw Kostecki, anI Humphries, Tom Pigott Smith - violini
- Vicci Wardman, Bruce White, Rachel Stephanie Bolt - viole
- David Daniels, Ian Burdge, Chris Worsey, Ian Mok - violoncelli
- Stacey Watton - contrabbasso
- Chris Young - chitarra elettrica (tracce 2, 7, 8)
- James McWilliams - arrangiamento degli archi
- James McWilliams - direzione d'orchestra
- Ann De Ranais, Emma Brain Gabbott, Helen Brooks, Helen Parker, Jenny O'Grady, Joanna Forbes, Rachel Weston, Sarah Ryan - coristi
- Ross Cullum - produzione

## Classifiche
| Classifica (2013) | Posizione massima |
| ----------------- | ----------------- |
| Belgio (Fiandre)  | 185               |